# Bruno Forsberg
Herman Bruno Forsberg, född 10 november 1914 i Billingsfors, Steneby församling, Älvsborgs län, död 1998, var en svensk konstnär.
Han var son till cellulosafabriksarbetare Herman Forsberg och hans hustru Beda Magnusson och från 1940 gift med Tyra Maria Nordström, född 1916 i Skinnskatteberg.
Forsberg studerade i olika perioder för Nils Nilsson vid Valands målarskola i Göteborg och under studieresor till de nordiska länderna och Italien. Han ställde ut separat i bland annat Karlskoga, Stockholm, Sundsvall och Karlshamn. Bland hans offentliga arbeten märks oljemålningen Lidandets väg från 1949 i Vänersborgs kyrka.